# Udo Kern
Udo Kern (* 26. Juni 1942 in Schönsee) ist ein lutherischer Theologe.

## Leben
Nach dem Abitur 1961 in Hagenow studierte er von 1961 bis 1966 Theologie in Rostock. Er war von 1968 bis 1984 Pfarrer in Sülstorf, Schwerin und Erfurt. Von 1980 bis 1984 hatte er einen Lehrauftrag für Systematische Theologie an der Universität Jena. Von 1984 bis 1992 war er Hochschuldozent für Systematische Theologie in Jena. Von 1990 bis 1992 war er Gastdozent für Philosophie an der Kirchlichen Hochschule Naumburg. Von 1992 bis 1994 lehrte er als Professor für Systematische Theologie in Jena. Von 1994 bis 2007 war er Professor für Systematische Theologie an der Universität Rostock.

## Schriften (Auswahl)
- Liebe als Erkenntnis und Konstruktion von Wirklichkeit: "Erinnerung" an ein stets aktuales Erkenntnispotential. Berlin 2000, ISBN 978-3-11-016865-5.
- „Gottes Sein ist mein Leben“. Philosophische Brocken bei Meister Eckhart. Berlin 2003, ISBN 3-11-017741-2.
- Der Gang der Vernunft bei Meister Eckhart. Berlin 2012, ISBN 978-3-643-11678-9.
- Dialektik der Vernunft bei Martin Luther. Berlin 2014, ISBN 978-3-643-12707-5.
- Der transzendentale Aufklärer Meister Eckart. Berlin 2018, ISBN 978-3-643-14047-0.